# Pistolet sygnałowy wz. 24
Pistolet sygnałowy wz. 24 – jednostrzałowy pistolet sygnałowy kal. 26,65 mm polskiej konstrukcji.
Pistolet był produkowany przez Spółkę Akcyjną Perkun z siedzibą w Warszawie. W uzbrojeniu Wojska Polskiego występował w latach międzywojennych. Stosowano do strzelania z niego naboje sygnałowe z łuską mosiężną jedno– i wielogwiazdkowe oraz ze spadochronem. Posiadał szkielet stalowo–mosiężny z drewnianymi okładkami oraz stalową lufę. Mechanizm spustowo-uderzeniowy typu kurkowego bez dźwigni zabezpieczającej.

## Dane techniczne
- masa broni – 1,26 kg.[1]
- długość – 286 mm
- długość lufy – 180 mm